# هنري برنتيس أرمسبي
كان هنري برنتيس أرمسبي (21 سبتمبر 1853-19 أكتوبر 1921) كيميائيًا زراعيًا أمريكيًا وأخصائي تغذية حيوانية ومسؤولًا أكاديميًا. شغل منصب نائب المدير والمدير بالنيابة لمدرسة ستورز الزراعية (1881-1883)، ومديرًا مشاركًا لمحطة ويسكونسن للتجارب الزراعية (1883-1887)، ومديرًا لمحطة التجارب الزراعية (1887-1907) ومعهد الحيوان التغذية (1907-1921) في جامعة ولاية بنسلفانيا.

## النشأة والتعليم
وُلد أرمسبي في نورثبريدج، ماساتشوستس، في 21 سبتمبر 1853، وهو الطفل الوحيد لصانع الخزائن لويس أرمسبي وماري أ.برنتيس. حصل أرمسبي على درجة البكالوريوس في العلوم من معهد ورسيستر كاونتي المجاني للعلوم الصناعية عام 1871 ودرّس الكيمياء هناك لمدة عام. درس لمدة عامين في مدرسة شيفيلد العلمية بجامعة ييل، وتخرج عام 1874 بدرجة البكالوريوس في الفلسفة. بعد دراسته في جامعة ييل، قام أرمزبي بتدريس العلوم الطبيعية في مدرسة فيتشبرج الثانوية لمدة عام واحد. أمضى العام التالي في إجراء بحث مكثف في مدينة لايبزيغ الألمانية. بعد عودته إلى الولايات المتحدة، درس أرمسبي الكيمياء في كلية روتجرز في نيو جيرسي من 1876 إلى 1877.
في عام 1877، استأجر صامويل ويليام جونسون أرمسبي للعمل ككيميائي في محطة التجارب الزراعية في ولاية كونيتيكت التي تم تشكيلها حديثًا -الأولى في البلاد- في نيو هافن. عمل أرمزبي جنبًا إلى جنب مع مساعد جونسون الآخر، إدوارد هوبكنز جينكينز. عمل أرمسبي في المحطة لمدة أربع سنوات، وحصل على درجة الدكتوراه من جامعة ييل عام 1879، وكتب الكتاب المدرسي دليل تغذية الماشية (1880)، والذي أصبح عنصرًا أساسيًا في مجال تغذية الحيوانات.

## الحياة المهنية
في أغسطس 1881، قبل أرمسبي منصب نائب المدير وأستاذ الكيمياء الزراعية في مدرسة ستورز الزراعية، التي أنشأتها الجمعية العامة لكونيكتيكت في وقت سابق من ذلك العام. بعد تقاعد سولومون ميد في عام 1882، تم تعيين أرمسبي مديرًا بالنيابة. خلال خطاب ألقاه أمام مجلس الزراعة في ولاية كناتيكيت في ذلك العام، دافع عن القيمة المدنية والعلمية والاقتصادية للمدرسة كمكان لإنتاج مزارعين ناجحين وقادة مجتمعيين. وأعلن أن المدرسة لم تكن «ملجأً لغير القادرين». وفقًا لأحد كتاب السيرة الذاتية، كانت فترته القصيرة «نوعًا ما من طبيعة تحديد الوقت». في عام 1883، استقال أرمسبي وعُين بنجامين كونز.
مباشرة بعد مغادرته مدرسة ستورز الزراعية، عمل أرمسبي أستاذًا للكيمياء الزراعية ومديرًا مشاركًا وكيميائيًا لمحطة التجارب الزراعية في ويسكونسن من 1883 إلى 1887.
في عام 1887، قبل أرمسبي منصب مدير محطة التجارب الزراعية المشكلة حديثًا في كلية ولاية بنسلفانيا. ظل مديرًا حتى عام 1907، عندما تم إعفاؤه من معظم الواجبات الإدارية بناءً على طلبه للتركيز على البحث، وأصبح مديرًا لمعهد التغذية الحيوانية الجديد في ولاية بنسلفانيا. قاد المعهد حتى وفاته عام 1921. بين عامي 1895 و1902، قام بمهام مزدوجة كعميد لكلية العلوم الزراعية. وفقًا للمجلة الأمريكية للتغذية، «نشأ هو وولاية بنسلفانيا معًا.» كان أرمسبي باحثًا غزير الإنتاج، وقام بتأليف أكثر من 115 منشورًا علميًا.
اشتهر أرمسبي دوليًا بإنتاجه مقياس السعرات الحرارية للتنفس الحيواني، مما أدى إلى زيادة كفاءة تغذية الماشية، في عام 1901. مكنت محطة تجربة التغذية هذه أرمزبي من تحديد كمية الطاقة التي تحصل عليها لحوم الأبقار والأغنام المشتقة من مصدر غذاء معين، وقياس التنفس، وكمية العلف، وكمية المياه، والفضلات. كان الجهاز مبنيًا على تصميم ويلبر أو. أتواتر، والذي كان مخصصًا في الأصل لأبحاث التغذية البشرية. كان أول جهاز من نوعه في العالم، مقياس أرمسبي (Armsby Calorimeter) اجتذب الزائرين من جميع أنحاء العالم وعزز سمعة ولاية بنسلفانيا.
نشط في الجمعيات المهنية، شغل أرمزبي منصب أول رئيس للجمعية الأمريكية للإنتاج الحيواني (1908-1911)، ورئيسًا لاتحاد الكليات الزراعية ومحطات التجارب (1899)، ورئيسًا لجمعية تعزيز العلوم الزراعية (1905–1907). عمل في هيئة تحرير مجلة البحوث الزراعية (1914-1919). كما عمل في لجنة الغذاء العلمية المشتركة بين الحلفاء خلال الحرب العالمية الأولى.

## الجوائز
تلقى أرمسبي اعترافًا واسع النطاق خلال حياته. حصل على الدكتوراه الفخرية من جامعة ويسكونسن (1904)، وجامعة ييل (1920)، ومعهد ورسستر للفنون التطبيقية (1921). انتخب عضوا في الأكاديمية الوطنية للعلوم، والجمعية الملكية للفنون، والأكاديمية الملكية السويدية للزراعة والغابات. حصل على ميدالية ذهبية في معرض بنما والمحيط الهادئ الدولي في عام 1915 عن نموذجه للمسعرات الذي صممه في ولاية بنسلفانيا. ووصفه تقرير لوزارة الزراعة الأمريكية بأنه «رائد الأبحاث في مجال تغذية الحيوان في البلاد وهو هيئة دولية».
تم بناء مبنى أرمسبي في حرم جامعة ولاية بنسلفانيا عام 1905 وتم تسميته عام 1956 على شرفه. تُحفظ أوراق أرمسبي في ولاية بنسلفانيا.

## الحياة الشخصية
وصف المعاصرون أرمسبي بأنه متحفظ ومتواضع وضميري وكريم ومجتهد. شملت هواياته لعبة الجسر والجولف وركوب الخيل. لقد عمل لساعات طويلة حتى عندما تأثرت صحته نتيجة لذلك. لقد كان باحثًا أولاً وقبل كل شيء وشعر أن المسؤوليات الإدارية مزعجة.
تزوج أرمسبي من لوسي أتوود هاردينج من ميلبري، ماساتشوستس، في 15 أكتوبر 1878. كان للزوجين خمسة أبناء: تشارلز لويس، وإرنست هاردينغ، وسيدني برنتيس، وهنري هورتون، وإدوارد ماكليلان، وجميعهم تخرجوا في النهاية من جامعة ولاية بنسلفانيا والعديد منهم أصبحوا أكاديميين.
توفي أرمسبي بسكتة دماغية في منزله في 19 أكتوبر 1921. تم دفنه في مقبرة باين هول بالقرب من ستيت كوليدج.